# Tunnel van Gendron
De tunnel van Gendron is een spoortunnel in Celles, een deelgemeente van Houyet. De tunnel heeft een lengte van 381 meter. De dubbelsporige spoorlijn 166 gaat door deze tunnel.